# Bartoš Vlček

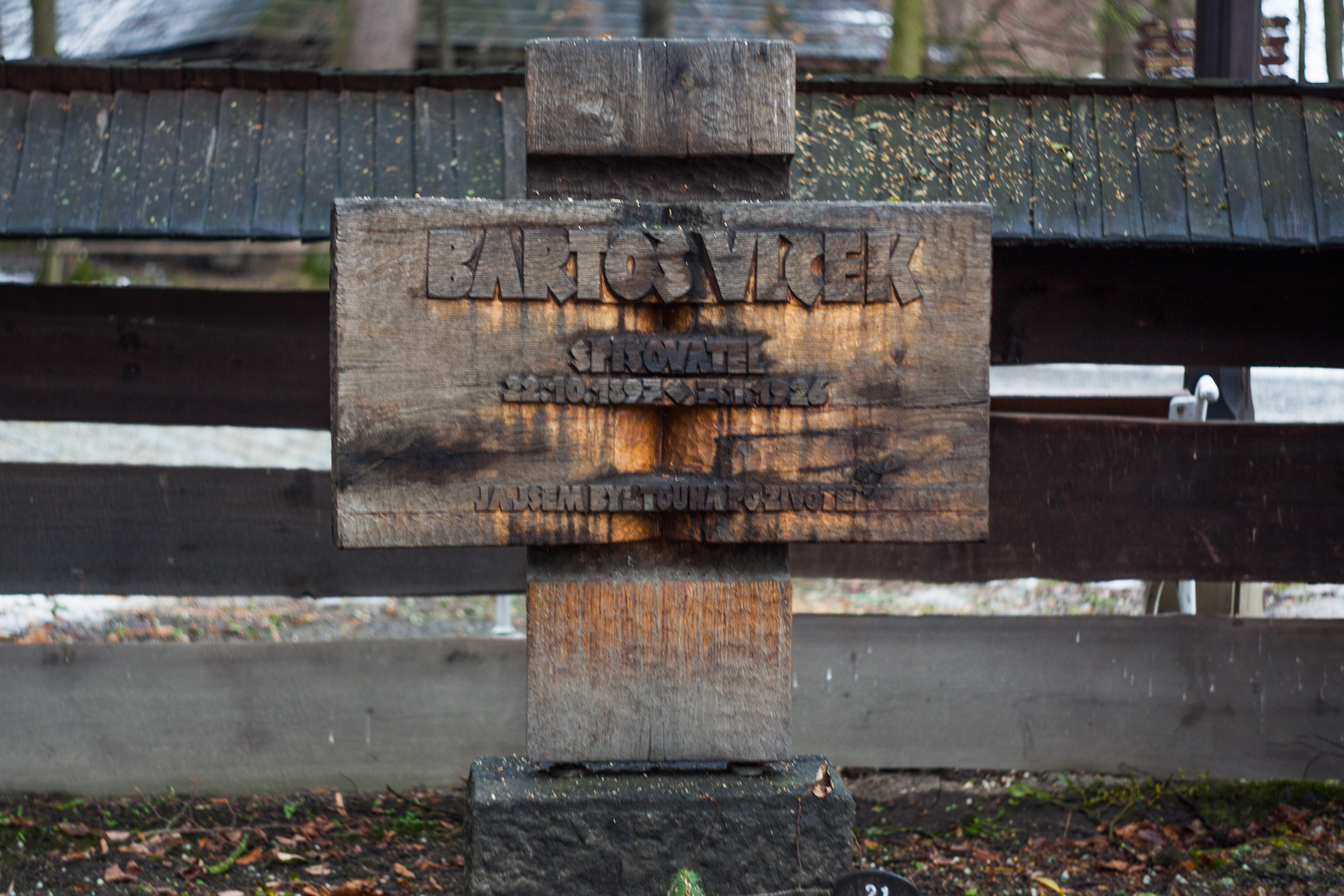
Hrob Bartoše Vlčka na Valašském Slavíně

Bartoloměj „Bartoš“ Vlček (22. října 1897 Růžďka – 7. ledna 1926 Brno) byl český básník, prozaik a překladatel.

## Život
Dětství prožil střídavě v Růžďce a na Brňově, kde měl jeho otec pronajatou hospodu. V letech 1908–1912 studoval na gymnáziu ve Valašském Meziříčí a potom na církevním ústavu Matice cyrilometodějské v Praze, kde se ovšem neshodl s vyučujícími, a tak maturitu musel skládat ve Svatém Janě u Berouna. Dříve než mohl nastoupit dráhu učitele, byl odveden do armády. Pak začala 1. světová válka a v dubnu 1916 Vlček narukoval na frontu k italským hranicím. V červenci byl raněn granátem a dva roky se léčil v polních nemocnicích. V roce 1917 absolvoval důstojnický kurs a znovu musel narukovat. Před koncem války byl zajat a stal se legionářem; v legiích dosáhl hodnosti poručíka. Ohlasy válečných událostí se staly nedílnou součástí jak díla básnického (sb. Vzpoura samoty), tak i prozaického (Nevděčné lásky, Marný zápas).
Po válce začal učit v Lipníku nad Bečvou, kde se také oženil. Zde započala jeho čilá kulturní aktivita, když navázal kontakty se Lvem Blatným, Jiřím Mahenem, Konstantinem Bieblem, Jiřím Wolkerem a mnoha dalšími výraznými uměleckými osobnostmi. Z jeho iniciativy vznikla tzv. Literární skupina, která měla být protiváhou konzervativního Kola moravských spisovatelů a sdružení Koliba. Literární skupina a její časopis Host (časopis), který Vlček redigoval spolu se Lvem Blatným, se stala prvním z představitelů umělecké avantgardy v Československu. Později se Vlček se skupinou rozešel, podobně jako Jiří Wolker, ale jejímu programu zaměřenému na expresionismus zůstal věrný.
Přispíval do mnoha časopisů a novin a vedle práce literární a kritické se začal věnovat i překládání (Giovanni Papini, Filippo Tommaso Marinetti, Luigi Pirandello).
Po několika neúspěšných operacích podlehl následkům nedoléčeného válečného zranění.

## Dílo
- Slavnosti večerní (Básně, 1923)
- Vzpoura samoty (Básně, 1923)
- Milenci (Báseň o šesti zpěvech, 1924)
- Nevděčné lásky (Próza (?), 1924)
- Učeň (Drama, 1924)
- Marný zápas (15 povídek, 1924)
- Jenom srdce (Básně, 1926)

### Ukázka z díla
PÍSEŇ VĚČNÉ TOUHY
Až z Arkadie její flétna zní.

Ó, pastýři, tvůj Pán je mrtev, víš?

A Jónské moře zateskní.

Hlas její slyšeli, kdož s ranou v srdci svém

a na rameni kříž,

šli v Svatou zem.

Jí hučí klid, jí třeští boj.

Pastýři, víš, že zemřel Pán?

A v její rythmus zladil jek svůj stroj

praktické doby. V dík či prokletí?

Jdem, smutní rytíři, ze čtyřech světa stran

(ta píseň navždy bude boleti)

pochopit nepochopitelné,

zachytit nezachytitelné,

podržet nepodržitelné:

věčnost.